# Vineri 13 (IX)
Vineri 13 (IX) (titlu original: Jason Goes to Hell: The Final Friday) este un film american din 1993 regizat de Adam Marcus.

## Prezentare
La câțiva ani după moartea sa în Manhattan, Jason Voorhees a fost înviat în mod inexplicabil și se întoarce în Camp Crystal Lake, unde urmărește o femeie singură. Femeia, care este de fapt un agent sub acoperire FBI, îl atrage pe Jason într-o ambuscadă, unde este nimicit de agenții FBI și SWAT puternic înarmați. Rămășițele lui Jason sunt trimise la o morgă, unde inima lui care încă bate îl ademenește pe legist să o mănânce, permițând sufletului ucigașului să-l posede. Jason, în corpul medicului legist, fuge de la morgă, ucigând un alt medic legist și doi gardieni FBI.
La Crystal Lake, Jason găsește trei adolescenți care petrec și îi ucide. Când doi ofițeri de poliție sunt chemați să investigheze crimele, Jason îl ucide pe unul dintre ei și îl posedă pe celălalt. Între timp, vânătorul de recompense Creighton Duke descoperă că numai rudele lui Jason îl pot ucide cu adevărat, iar el va reveni la starea sa inițială, aproape invincibil, dacă posedă un membru al familiei. Singurele rude în viață ale lui Jason sunt sora lui vitregă Diana Kimble, fiica ei Jessica și Stephanie, fiica lui Jessica și a lui Steven Freeman.
Jason se îndreaptă spre casa Dianei, unde Steven intervine și-l atacă. În timpul luptei, Diana este ucisă și Jason fuge printr-o fereastră. Steven este acuzat de uciderea Dianei și arestat, înainte de a-l întâlni pe Duke în arest, care dezvăluie relația Jessicăi cu Jason. Hotărât să ajungă la Jessica înaintea lui Jason, Steven evadează din închisoare. Între timp, Jessica se întâlnește cu reporterul TV Robert Campbell. Steven se duce în casa familiei Voorhee pentru a găsi dovezi pentru a o convinge pe Jessica, dar cade prin podeaua putredă. Robert se duce în camera de la etaj și la telefon dezvăluie că încearcă să „condimenteze” ratingurile emisiunii sale punând accent pe întoarcerea lui Jason din morți, după ce a furat cadavrul Dianei de la morgă cu acest scop. Jason apare și îi dă inima lui Robert, în timp ce corpul pe care l-a lăsat se topește. Jason pleacă cu Steven în urmărire și încearcă să o posede pe Jessica pentru a se renaște, dar este întrerupt de Steven, care îl lovește și o ia pe Jessica în mașina lui. Steven îl blochează temporar pe Jason, trecând peste el. Când încearcă să-i explice situația Jessicăi, aceasta nu-l crede și îl aruncă afară din mașină, apoi se duce la secția de poliție.
Jason ajunge în secția de poliție și ucide toți ofițerii din calea lui spre Jessica, pe care aproape o posedă înainte ca Steven să-l oprească din nou; haosul îi permite lui Duke să scape din celula lui. Acum, crezând în ce spune Steven, Jessica merge cu el la restaurant pentru a o recupera pe Stephanie înainte ca să apară Jason. Când Jason ajunge, este atacat de proprietarii magazinului, pe care îi ucide, împreună cu chelnerița Vicki Sanders, care a reușit să-l împuște și să-l tragă în țeapă cu o tijă metalică. Jessica și Steven descoperă un bilet de la Duke, în care spune că o are pe Stephanie și îi cere ca Jessica să-l întâlnească singură la casa Voorhee.
Jessica îl întâlnește pe Duke și acesta îi dă un pumnal mistic pe care îl poate folosi pentru a-l ucide definitiv pe Jason. Un ofițer de poliție intră în restaurantul unde Robert, posedat, își transferă inima în el. Duke cade prin podea, iar Jessica se confruntă cu Landis și Randy. Landis este ucis accidental cu pumnalul, pe care Jessica îl aruncă. Jason, care îl posedă pe Randy, încearcă să renască prin Stephanie, dar Steven vine și îi taie gâtul cu o macetă. Inima lui Jason, care a devenit un copil demonic, iese din gâtul lui Randy. Steven și Jessica îl scot pe Duke din subsol în timp ce inima lui Jason descoperă corpul Dianei și se strecoară în orificiul ei vaginal, permițându-i să se renască.
În timp ce Steven și Jessica încearcă să recupereze pumnalul, Duke îi distrage atenția lui Jason și este ucis. Jason își îndreaptă atenția către Jessica înainte ca Steven să-l atace printr-o fereastră. Cei doi se luptă în timp ce Jessica ia pumnalul și îl înjunghie pe Jason în piept exact când era pe cale să-l omoare pe Steven. Pe măsură ce sufletele acumulate de Jason de-a lungul timpului sunt eliberate, mâini demonice apar din pământ și îl trag pe Jason în Iad. Steven și Jessica se împacă apoi și pleacă dimineața la răsăritul soarelui împreună cu copilul lor. Mai târziu, un câine dezgroapă masca lui Jason în timp ce sapă în pământ. Râsul lui Freddy Krueger se aude în timp ce mâna lui înmănușată iese din pământ și trage masca lui Jason în Iad.

## Distribuție
- John D. LeMay - Steven Freeman
- Kari Keegan - Jessica Kimble
- Steven Williams - Creighton Duke
- Allison Smith - Vicki Sanders
- Erin Gray - Diana Kimble
- Steven Culp - Robert Campbell
- Rusty Schwimmer - Joey B.
- Leslie Jordan - Shelby B.
- Billy "Green" Bush - Sheriff Landis
- Kane Hodder - Jason Voorhees/FBI Guard
- Andrew Bloch - Deputy Josh
- Kipp Marcus - Randy Parker
- Richard Gant - Phil the Coroner
- Adam Cranner - Ward
- Julie Michaels - Elizabeth Marcus
- James Gleason  - Agent Abernathy
- Dean Lorey - Eric Pope
- Adam Marcus - Officer Bish
- Mark Thompson - Officer Mark
- Brian Phelps - Officer Brian
- Blake Conway - Officer Andell
- Madelon Curtis - Officer Ryan
- Paul Devine - Paul
- Michelle Clunie - Deborah
- Michael B. Silver - Luke
- Kathryn Atwood - Alexis
- Jonathan Penner - David
- Brooke Scher - Stephanie Kimble